# 哈林·哈里恩多
哈林·哈里恩多·何（1976年9月23日—），中文名何學林，印尼華人，出生於西爪哇省萬隆，印尼前羽球男子雙打選手。他與前雙打搭檔吳俊明一起成為世界冠軍和全英冠軍。哈里恩多於2004年移民到美國，從事教練生涯。他現居加州聖地亞哥，擔任當地Apex羽球學園的主教練，並加入美國國家羽球隊。
他的愛好包括籃球、游泳、觀看詹姆斯·邦德的電影，以及1970年代的秀。他還於2006年成為一名通過認證的按摩治療師。在美國生活了七年之後，哈里恩多於2011年8月19日獲得了美國公民身份。